# Peltoforum

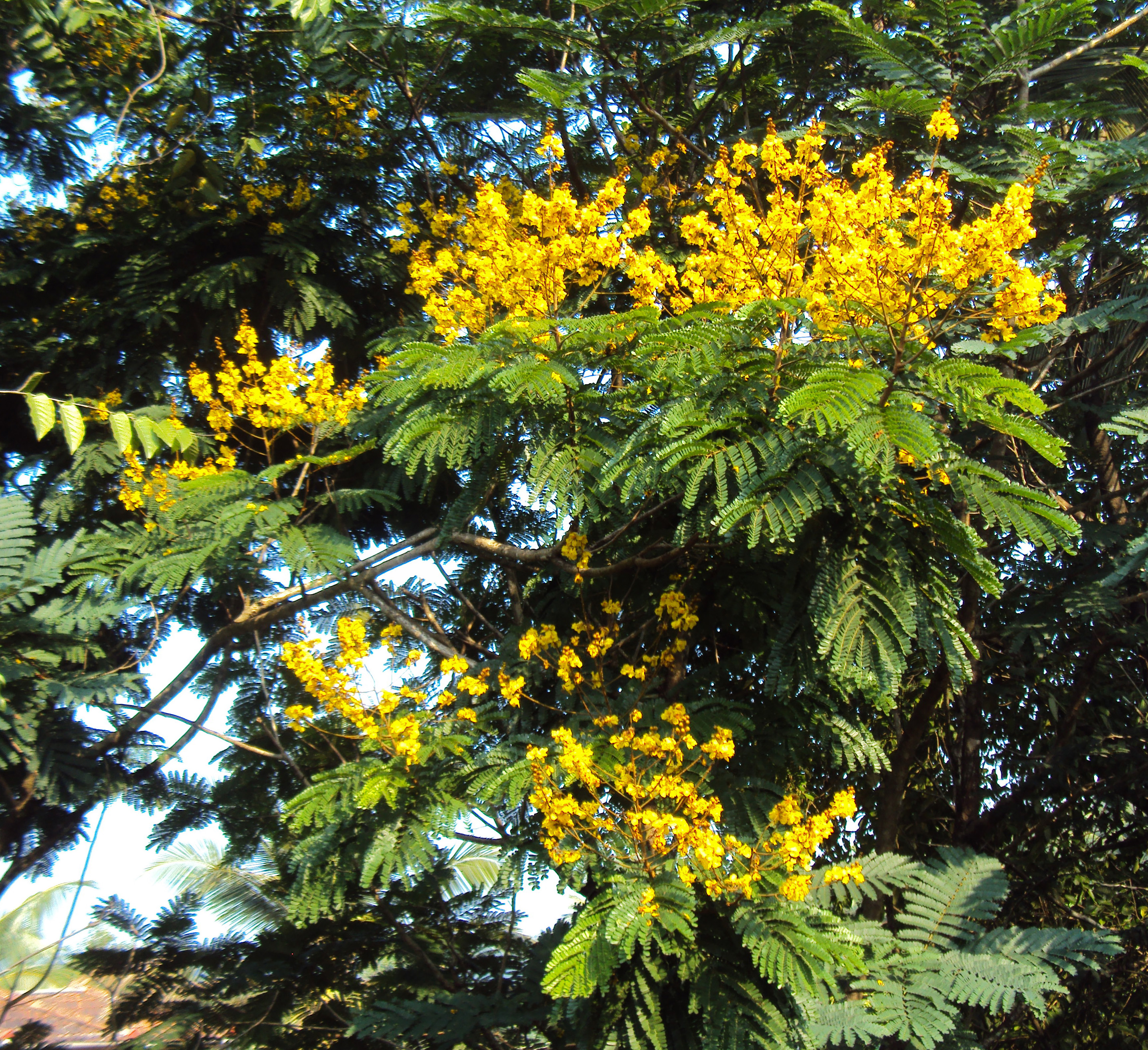
Peltophorum pterocarpum

Peltoforum (Peltophorum) je rod rostlin z čeledi bobovité. Jsou to stromy s dvakrát zpeřenými listy a žlutými květy. Zpravidla velmi bohatě kvetou. Vyskytují se v počtu asi 10 druhů v tropech po celém světě. Některé druhy patří k oblíbeným okrasným tropickým dřevinám.

## Popis
Zástupci rodu peltoforum jsou opadavé nebo stálezelené beztrnné stromy menší až střední velikosti. Listy jsou dvakrát zpeřené, složené z množství drobných přisedlých lístků. Palisty jsou drobné a opadavé. Květenství jsou úžlabní nebo vrcholové hrozny či laty. Květy jsou žluté, oboupohlavné, nevelké, s krátkým receptákulem. Kalich je pětilaločný, s velmi krátkou kališní trubkou. Korunní lístky jsou volné, okrouhlé a víceméně shodného tvaru a velikosti. Tyčinek je 10 a jsou volné. Semeník je přisedlý, nesrostlý s receptákulem, se 2 až mnoha vajíčky a s dlouhou čnělkou zakončenou širokou terčovitou nebo hlavatou bliznou. Plody jsou nepukavé, zploštělé, obyčejně podlouhle kopinaté, na obou švech křídlaté. Obsahují 1 až 8 plochých semen.

## Rozšíření
Rod peltoforum zahrnuje asi 9 až 12 druhů. Je rozšířen od jižních oblastí USA (Kalifornie, Florida) po Jižní Ameriku, v jižní a východní Africe a v Asii od Číny (Fu-ťien, Chaj-nan) po Austrálii a Filipíny.

## Taxonomie
V minulosti byl rod Peltophorum řazen do čeledi sapanovité (Caesalpiniaceae), která je v systému APG součástí čeledi bobovité jako podčeleď Caesalpinioideae. Mezi blížeji příbuzné rody náleží např. Delonix, Parkinsonia, Schizolobium a Colvillea.

## Zástupci
- peltoforum červenoplodé (Peltophorum pterocarpum)[6]

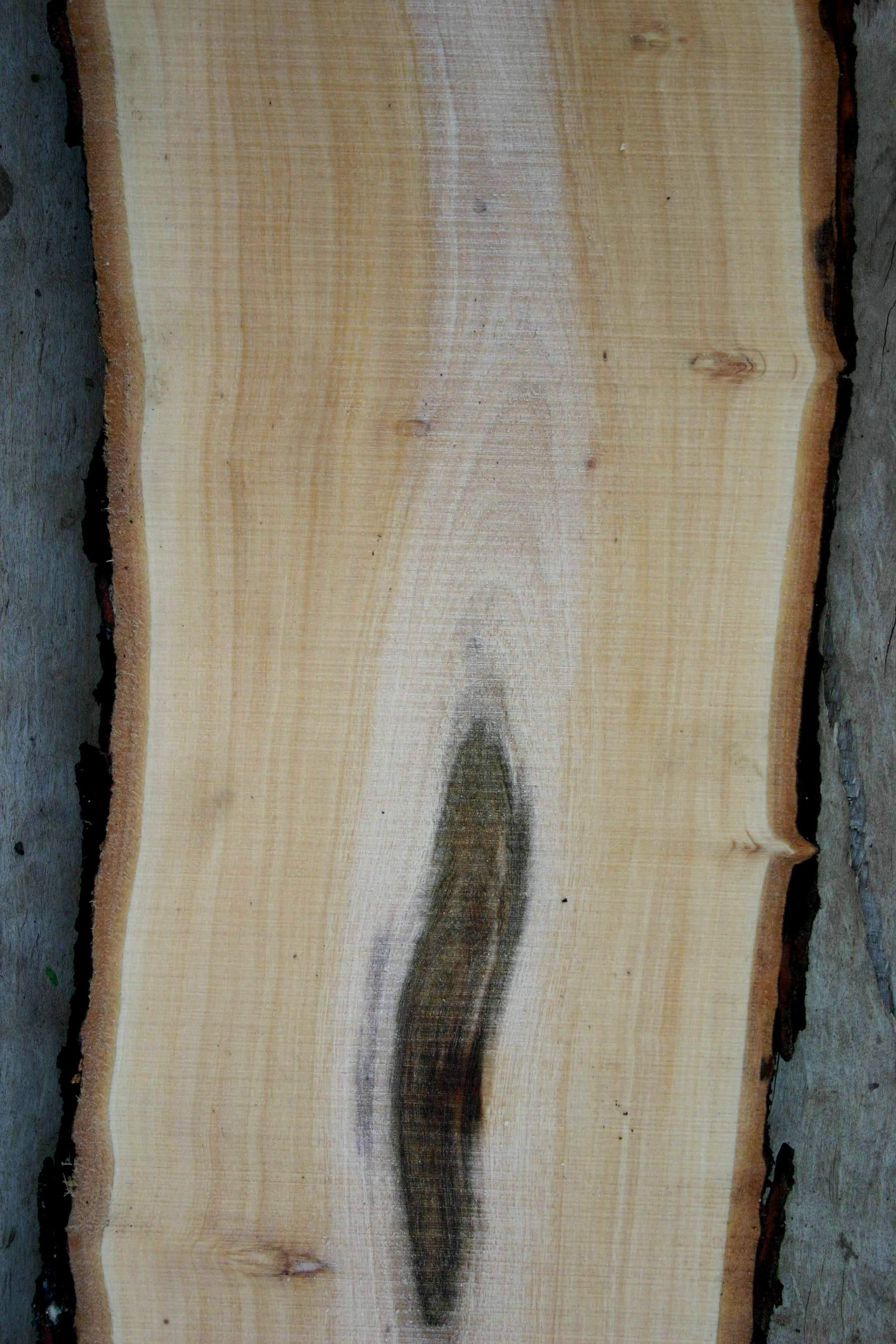
Dřevo Peltophorum africanum

## Význam
Některé druhy tohoto rodu jsou v tropech pěstovány jako atraktivně a bohatě kvetoucí stromy, navíc se zajímavými kapradinovitými listy. Patří mezi ně zejména druhy peltoforum červenoplodé z Asie a Austrálie, Peltophorum africanum z východní a jižní Afriky a P. dubium z Jižní Ameriky.
Z peltofora červenoplodého je průmyslově získáváno žluté barvivo. Kůra tohoto druhu je v tradiční indické medicíně využívána při léčení úplavice a jako přísada přípravků na ošetřování ran a na bolesti svalů. Kořeny Peltophorum africanum jsou v Africe používány při bolestech v krku, bolestí zubů a na léčení ran, listy, kůra a kořeny na žaludeční potíže, průjmy a střevní parazity. Dřevo peltofora červenoplodého je místně využíváno na lehčí stavby, výrobu nábytku a podobně.